# Straßenbahn Berlin–Gorham
| Berlin–Gorham | Berlin–Gorham        |
| ------------- | -------------------- |
| Spurweite:    | 1435 mm (Normalspur) |
|               |                      |

Die Straßenbahn Berlin–Gorham war eine Überlandstraßenbahn in New Hampshire (Vereinigte Staaten).

## Geschichte
Am 22. April 1898 gründeten mehrere Geschäftsleute aus Berlin die Berlin Street Railway Company. Am 5. Juni 1899 erhielt die Gesellschaft die Konzession zum Bau einer Straßenbahnlinie von Berlin Mills zur Stadtgrenze von Gorham, einer Ringlinie in Berlin sowie einer Zweigstrecke zum Bahnhof der Grand Trunk Railway in Berlin. Die Konzession wurde am 29. Januar 1901 um eine Verlängerung der Hauptlinie bis zur Kreuzung Main Street/Exchange Street im Zentrum Gorhams erweitert. Die Ringlinie und die Zweigstrecke zum Grand-Trunk-Bahnhof wurden nie gebaut. Die Arbeiten für die Hauptlinie begannen jedoch 1901. 
Am 4. Juli 1902 wurde der erste Abschnitt der Strecke von Berlin Mills bis zur „Cascade Mills Station“ an der Stadtgrenze nach Gorham feierlich eröffnet. Am 2. September des gleichen Jahres wurde die Strecke bis zur Endstelle in Gorham in Betrieb genommen. Um zusätzliche Fahrgäste zu gewinnen, kaufte die Bahngesellschaft Ende 1902 ein Grundstück nahe der Cascade Mills Station und eröffnete dort den Cascade Park nebst Kasino.
Von 1902 bis 1927 verbuchte die Bahngesellschaft Gewinne. 1917 war das einträglichste Jahr, das der Gesellschaft 18.715 US-Dollar einbrachte. 1920 wurden über 1,6 Millionen Fahrgäste befördert.
Aufgrund der wirtschaftlichen Lage wurde am 1. Januar 1938 die Gesellschaft neu aufgestellt. Da die Gleisanlagen und Fahrzeuge verschlissen waren, wurde die Strecke jedoch zum 1. Dezember 1938 auf Busbetrieb umgestellt und anschließend abgebaut. 

## Streckenverlauf
Die Endstelle in Berlin befand sich am Westende der Berlin Mills Bridge. Die eingleisige normalspurige Strecke verlief entlang der Main Street in Berlin, Glen Avenue, Gorham Road und Main Street in Gorham bis zur Kreuzung Main/Exchange Street. Ausweichen befanden sich am Green Square, an der Gorham Road („Halfway Turnout“) und an der Stadtgrenze von Gorham. Das sechsgleisige Depot der Bahn lag an der Glen Avenue. Die Strecke war 7,5 Meilen (12 Kilometer) lang.

## Betriebsablauf
Die Triebwagen verkehrten anfangs alle 30 Minuten. Reguläre Kreuzungsstelle war am Halfway Turnout. Die Fahrzeit betrug etwa 30 Minuten, sodass an den Endstellen keine Pausenzeiten vorgesehen waren. Neben Fahrgästen wurde auch Post befördert. Zu Schichtwechseln in Berlin Mills, Cascade Mills und am Bahnbetriebswerk der Grand Trunk Railway in Gorham wurden zusätzliche Fahrten durchgeführt.
Nachdem sich Verspätungen und Ausfälle Anfang der 1910er Jahre häuften, erließ die Public Service Commission am 2. August 1913 einen Befehl, nach dem die Bahngesellschaft an jedem 1. und 15. eines Monats einen Bericht abliefern musste, welche Bahnen aus welchen Gründen über fünf Minuten verspätet oder gar nicht fuhren.
Um 1930 wurde die Wagenfolge auf 40 Minuten angehoben. Da nun an den Endstellen fünf Minuten Haltezeit bestand, sank die Zahl der Verspätungen drastisch.

## Tarife
Es gab zwei Tarifzonen, die Grenze lag an der Cascade Mills Station. Pro durchfahrener Zone mussten fünf Cent bezahlt werden. Ab Anfang der 1920er Jahre sollten zehn Cent pro Zone erhoben und 12-Fahrten-Karten für einen Dollar herausgegeben werden. Dies wurde jedoch nach Protesten nicht vollzogen, sondern stattdessen wurden die Tarifzonen aufgehoben und für jede Fahrt acht Cent kassiert, wobei Fahrkarten im Vorverkauf sieben Cent pro Fahrt kosteten. Zeitweise wurden ermäßigte Arbeiterfahrkarten herausgegeben, die nur im Berufsverkehr galten. In den 1930er Jahren gab es auch Wochenkarten.

## Stromsystem
Den Fahrstrom bezog die Bahn von der Cascade Light and Power Company, deren Kraftwerk sich an der Strecke an der Cascade Mills Station befand. Die vom Kraftwerk angebotenen 2200 Volt Wechselstrom wurden in 550 Volt Gleichstrom umgewandelt und in die Fahrleitung eingespeist.

## Fahrzeuge
Von der Laconia Car Company wurden je zwei vierachsige geschlossene (Nr. 4 und 6) und offene (Nr. 12 und 14) Triebwagen bestellt. Als die Strecke fertiggestellt wurde, waren noch nicht alle Fahrzeuge ausgeliefert. Zur Eröffnung des Betriebs wurden daher zwei zweiachsige geschlossene Triebwagen (Nr. 1 und 2) gebraucht gekauft, um bis zur Ankunft des bestellten Fuhrparks den Betrieb führen zu können. Diese Wagen wurden wieder verkauft, als die bestellten Fahrzeuge angekommen waren. 1903 wurden zwei weitere offene (Nr. 16 und 18) und 1904 und 1905 je ein geschlossener (Nr. 8 und 10) Triebwagen beschafft. Einen Schneepflug kaufte die Bahn vor dem Winter 1902 von der Wason Manufacturing Company in Springfield (Massachusetts). Er erhielt die Nummer 1. Ein weiterer offener Triebwagen (Nr. 20) wurde 1912 beschafft. 
Der geschlossene Triebwagen 22 wurde Ende der 1910er Jahre gebraucht gekauft. Ein gebrauchter vierachsiger Gütertriebwagen (Nr. 24) kam kurz darauf hinzu. 1920 erwarb die Gesellschaft außerdem die geschlossenen Triebwagen 11 und 12 der Shore Line Electric Railway aus Connecticut und zeichnete sie in Nr. 26 und 28 um. Von der Straßenbahn Rutland in Vermont kaufte die Bahn um 1927 einen gebrauchten Schienenreinigungswagen (Nr. 2). Triebwagen 204 der Straßenbahn Portland (Maine) ersetzte 1934 den am 12. April des Jahres durch einen Brand in Gorham zerstörten Triebwagen 8 und erhielt 1935 auch diese Nummer.
Die geschlossenen Triebwagen waren dunkelgrün lackiert, während die offenen Wagen hellgrün waren. Vor 1934 wurden die Triebwagen 12 und 14 verschrottet, der übrige Fuhrpark war bis zum Ende der Bahn im Einsatz.